# Dutch Training
Dutch Training（ダッチ・トレーニング）は、1997年8月に結成した日本のロックバンド。1999年Ki/oon Recordsより1stシングル「HIGH LIFE」でメジャー・デビュー。

## 略歴
デビュー時はMIDIシーケンス、サンプリング、アンプシミュレーターを主体としたサウンド。デビュー・シングル「HIGH LIFE」はInterFM897、J-WAVE等、首都圏FM局を中心にパワープレイ。
3rdシングル「Stay」がフジテレビ系ドラマ「モナリザの微笑」挿入歌に使用。ロック、ポップ、テクノ、アンビエントを軸に、楽曲を纏め上げる。1stアルバム「flow」ではサンプリングやブレイクビーツを多用。2ndアルバム「Gain」ではミュージックシーケンサー、電子楽器、シンセサイザー等を一切排除し、全編生ドラムで大陸的なバンドサウンドへ変化（サポート・ドラマーは佐野康夫）。
2002年を最後に活動休止中。

## メンバー
NORIO (岸上規男)　Vo.Gt
1974年3月14日生まれ
現在は岸上規男としてソロ活動中
Junya (斉藤純也)　Bass&MIDI Sequencer
1974年10月16日生まれ
現在は dizzy sweet HAのベーシストとして活動中
ふしぎ (本名非公表)　Gt＆MIDI Sequencer
1976年8月13日生まれ
現在は Radio Beach (ex Mustang!!) のサポートギタリストとして活動中

## タイアップ一覧
| 使用年 | 曲名      | タイアップ                                         |
| ------ | --------- | -------------------------------------------------- |
| 1999年 | HIGH LIFE | TBS系『BLITZ INDEX』挿入歌                         |
| 2000年 | Stay      | フジテレビ系水曜劇場『モナリザの微笑』挿入歌       |
| 2001年 | クリーム  | テレビ朝日系『内村プロデュース』エンディングテーマ |
| 2001年 | sun-burst | TBS系『CDTV-Neo』10月度オープニングテーマ          |